# Tiểu Lý phi đao (phim truyền hình)
Tiểu Lý phi đao là một bộ phim truyền hình của Đài Loan dựa trên tiểu thuyết kiếm hiệp Đa tình kiếm khách vô tình kiếm của tác giả Cổ Long. Bộ phim được thực hiện năm 1999 với sự tham gia của nhiều diễn viên nổi tiếng của Đài Loan như Tiêu Ân Tuấn, Tiêu Tường, Giả Tịnh Văn, Ngô Kinh...

## Nhận xét
Bộ phim được nhận xét là có nhiều khác biệt đối với tác phẩm gốc của Cổ Long. Tuy nhiên, bộ phim vẫn nhận được nhiều lời khen từ phía người xem bởi dàn diễn viên thu hút và tài năng.

## Diễn viên
- Tiêu Ân Tuấn - Tiểu Lý Phi Đao Lý Tầm Hoan.
- Lâm Lợi - Long Tiêu Vân
- Trương Thần - Long Tiểu Vân
- Trương Minh Kiện - Bách Hiểu Sinh
- Tiêu Tường - Lâm Thi Âm, Mạc Lan.
- Ngô Kinh - A Phi.
- Giả Tịnh Văn - Tiểu Hồng.
- Trịnh Giai Hân - Tiên Nhi
- Du Phi Hồng - Kinh Hồng Tiên Tử.
- Phạm Băng Băng- Hạnh Nhi
- Lưu Trường Sinh - Thiên Cơ Lão Nhân
- Trương Hồng Anh - Mai Nhị Tiên Sinh
- Từ Minh - Triệu Chính Nghĩa
- Trần Kế Minh - Điền Thất
- Lộc Phong - Tâm Giám
- Trần Hổ - Du Long Sinh
- Du Phi Hồng - Dương Diễm
- Trần Khải - Kinh Vô Mệnh
- Nhậm Toàn - Thượng Quan Phi
- Cao Hùng - Thượng Quan Kim Hồng
- Đới Xuân Vinh - Thôi Lão Lão
- Cận Đức Mậu - Vân Vương
- Cát Lôi - Trương Thái Hậu
- Giả Trí Cương - Kim Tử Quang
- Hậu Bính Oánh - Tiểu Tuyết
- Hà Tư Dung - Đức An Công Chúa